# Mingshui (häradshuvudort)
Mingshui (kinesiska: 明水, 明水镇, 明水县) är en häradshuvudort i Kina. Den ligger i provinsen Heilongjiang, i den nordöstra delen av landet, omkring 170 kilometer norr om provinshuvudstaden Harbin. Antalet invånare är 59 369.
Runt Mingshui är det ganska tätbefolkat, med 134 invånare per kvadratkilometer. Mingshui är det största samhället i trakten. Trakten runt Mingshui består till största delen av jordbruksmark.
Genomsnittlig årsnederbörd är 857 millimeter. Den regnigaste månaden är juli, med i genomsnitt 268 mm nederbörd, och den torraste är januari, med 6 mm nederbörd.